# Barad-dûr
Na obra O Senhor dos Anéis de J. R. R. Tolkien, Barad-dûr, chamada de Lugbúrz na língua negra de Mordor, é uma grande torre construída em Mordor, perto de Orodruin, a Montanha da Perdição, onde fora forjado o Um Anel. Sendo a maior construção da Terra-Média, é um símbolo de superioridade e comando sobre todas as coisas. Foram necessários 600 anos até o término da sua reconstrução.

## Etimologia
O nome Barad-dûr é sindarin, e é um nome composto de Barad (‘torre’) + dûr (‘escuro’), que forma Barad-dûr (‘torre escura’). Na Língua Negra de Mordor era conhecida como Lugbúrz.

## História
A Torre Negra de Sauron, em Mordor, foi construída após o retorno do naufrágio de Númenor, destruída após a Última Aliança por Isildur, e reconstruída quando fugiu de Dol Guldur, quando esta foi pega de surpresa pelo consenso do Conselho Branco, que já suspeitava do negror e do medo que as pessoas tinham do local, e pelo desaparecimento de muitos no local, acreditando-se que Sauron lá se escondera.As pessoas entendiam o nome como algo distante nas lembranças de antigas histórias e o consideravam um mau agouro. A torre caiu novamente quando o Anel foi destruído por Frodo na lava da Montanha da Perdição, onde Sauron foi destruído.[carece de fontes?]

## Descrição
Tolkien descreve a Torre Negra com uma dimensão tão gigantesca que era quase irreal, mas não dá muitos detalhes além de seu tamanho e força impressionante, e que era ao mesmo tempo a força principal para as tropas de Sauron, a partir do qual emitia suas ordens de valentes cornetas e tambores para seu arsenal de armas; e prisão de seus cativos e fornos. Em qualquer caso, descrita como escura, cercada por sombras e permanentemente envolta em névoa negra, por isso não pode ser vista claramente. Tinha um posto de vigia incrivelmente alto, chamado de "Janela do Olho" no topo da Torre Negra. Esta janela era visível da Montanha da Perdição, onde Frodo e Sam tiveram uma terrível visão do olho de Sauron.
A primeira descrição de Barad-dûr por Tolkien apareceu em O Senhor dos Anéis onde Frodo tem uma visão em Amon Hen, onde ele viu a enorme torre da seguinte forma:

| Then at last his gaze was held: wall upon wall, battlement upon battlement, black, immeasurably strong, mountain of iron, gate of steel, tower of adamant, he saw it: Barad-dûr, Fortress of Sauron. | Finalmente seus olhos estavam parados e, em seguida, ele viu: parede sobre parede, a montanha negra, imensamente forte, de ferro, porta de aço, torre de diamante: Barad-dûr, a Fortaleza de Sauron. |  |

## Criação e evolução
Há uma contradição interessante nos escritos de Tolkien sobre a Torre Negra: em O Senhor dos Anéis, Elrond diz que os seus alicerces "foram construídos com o poder do Anel". Não ofereceu uma explicação detalhada sobre isso no texto, mas parece que a interpretação dessa declaração é que, sem o apoio do poder da fundação da torre, o Anel não seria capaz de suportar o peso da estrutura. Assim, sendo a destruição do Anel por Frodo, Barad-dûr desabou. No entanto, no Apêndice B ("A contagem dos Anos"), Tolkien observa que Sauron começou a construção da torre por volta do ano 1.000 da Segunda Era, completando-na aproximadamente na mesma época em que forjou o Um Anel em Sammath Naur, por volta de 1.600 da Segunda Era. Esta contradição de datas levou alguns fãs a brincar com a ideia de que a Torre Negra deve ter sido criada por Sauron em elementos modulares ao longo 600 anos e montada sobre a sua fundação após forjar o Anel.